# 布雷西-布里耶尔
布雷西-布里耶尔（法語：Brécy-Brières，法語發音：[bʁesi bʁijɛʁ]）是法国大東部大區阿登省的一个市镇，属于武济耶区。该市镇于1828年由原市镇布雷西（Brécy）和布里耶尔（Brières）合并而成。

## 地理
布雷西-布里耶尔（49°19'22"N, 4°45'56"E）面积8.68 平方千米，位于法国大東部大區阿登省，该省份为法国北部内陆省份，西接埃纳省，南至马恩省，东临默兹省，北与比利时接壤。
与布雷西-布里耶尔接壤的市镇（或旧市镇、城区）包括：沙勒朗日、穆龙、奥利济-普里马、圣莫雷尔、埃纳河畔萨维尼。

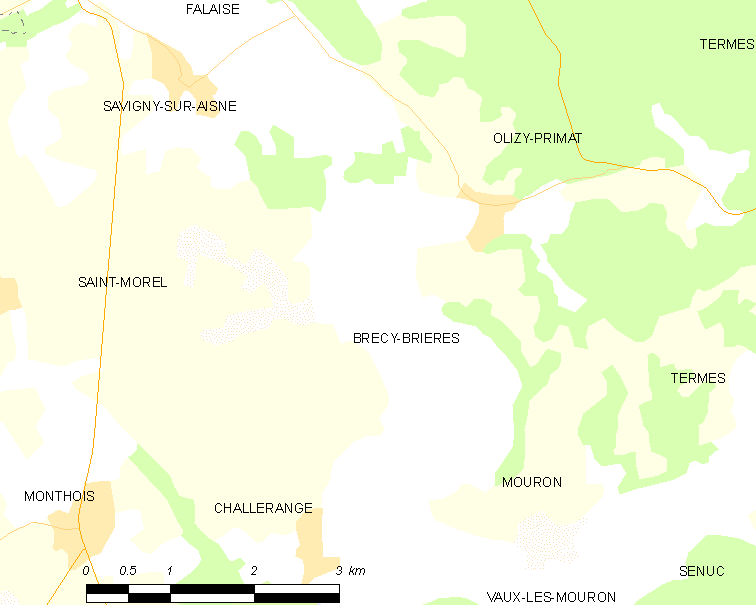
布雷西-布里耶尔的OSM定位图

布雷西-布里耶尔的时区为UTC+01:00、UTC+02:00（夏令时）。

## 行政
布雷西-布里耶尔的邮政编码为08400，INSEE市镇编码为08082。

## 政治
布雷西-布里耶尔所属的省级选区为阿蒂尼县。

## 人口

1962-2008年间布雷西-布里耶尔人口变化图示

布雷西-布里耶尔于2022年1月1日时的人口数量为76人。